# Jan van Dulm
Johannes Frans (Jan) van Dulm (Den Helder, 24 oktober 1907 - Wassenaar, 20 augustus 1991) was een Nederlandse officier bij de Nederlandse marine en onderzeebootcommandant tijdens de Tweede Wereldoorlog. 
Jan van Dulms vader, Maarten van Dulm, was eveneens marineofficier met de rang van viceadmiraal. In 1923 werd van Dulm adelborst aan het Koninklijk Instituut voor de Marine waar zijn vader toen leraar artillerie was. Hij deed van 1929 tot 1 juni 1961 dienst bij de Koninklijke Marine. Na de Tweede Wereldoorlog was hij achtereenvolgens commandant van de Onderzeedienst en Commandant Maritieme Middelen in Rotterdam, stafofficier bij het NAVO hoofdkwartier SHAPE in Parijs, Commandant Maritieme Middelen in Amsterdam en hoofd van het Bureau Inlichtingen van de Marinestaf.

## Tweede Wereldoorlog

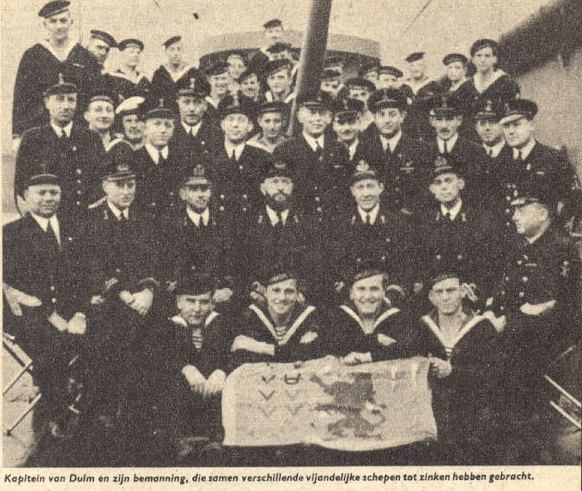
Met zijn bemanning van de O 21

Op 10 mei 1940 was van Dulm commandant van de onderzeeboot O 21. Die lag nog in afbouw op de werf van de Koninklijke Maatschappij De Schelde, nu Damen Schelde Naval Shipbuilding in Vlissingen. Hij moest onmiddellijk naar het Verenigd Koninkrijk oversteken, hoewel de boot niet gereed was en de bemanning niet volledig. De O 21, opererend vanuit Dundee, Gibraltar, Colombo (Sri Lanka) en Fremantle (Australië), maakte tijdens de oorlog veel patrouilles en bracht acht vijandelijke schepen tot zinken. Ook voerde van Dulm verscheidene verkenningsmissies en vijf speciale operaties uit, waarbij geheime agenten in de Indonesische Archipel werden afgezet.
Tweemaal heeft Van Dulm drenkelingen opgevist nadat hij hun schip had getorpedeerd. Op 5 september 1941 waren dat bemanningsleden van het Italiaanse koopvaardijschip Isarco, waaronder negen militairen. Op 28 november 1941 torpedeerde de O 21 de Duitse onderzeeër U 95 in de buurt van Gibraltar. Daarbij werden twaalf overlevenden opgepikt, waaronder de commandant G. Schreiber, die hij 25 jaar later op de Kieler Woche weer ontmoette.
De jaren na de oorlog beschouwde hij als een toegift, want veel vrienden van hem waren niet thuisgekomen. Hij bleef altijd bij de marine. Na zijn overlijden werd Jan van Dulm gecremeerd op Ockenburgh in Den Haag. Hierbij was o.a. Piet de Jong aanwezig, die als eerste officier onder Van Dulm diende.

## Rang bij de marine
Jan van Dulm had de volgende rangen bij de marine:
- september 1923 - Adelborst
- 16 augustus 1923 - Luitenant ter zee III
- 16 augustus 1927 - Luitenant ter zee II
- 11 februari 1939 - Luitenant ter zee I
- 1 september 1948 - Kapitein-Luitenant ter zee
- 1 augustus 1952 - Kapitein ter zee
- 4 september 1956 - Commandeur

## Commando over onderzeeboten
De volgende onderzeeboten hebben onder commando van Jan van Dulm gestaan:
- O 14 Februari - juli 1935
- O 11 Juli - november 1935
- O 16 November - april 1937
- O 10 April 1937 - augustus 1937
- O 13 Augustus 1937 - november 1937
- O 16 November 1937 - september 1938
- O 12 September 1938 - januari 1939 (reis naar West-Indië)
- O 13 Januari 1939 - oktober 1939
- O 21 Oktober 1939 - 28 maart 1944

## Onderscheidingen

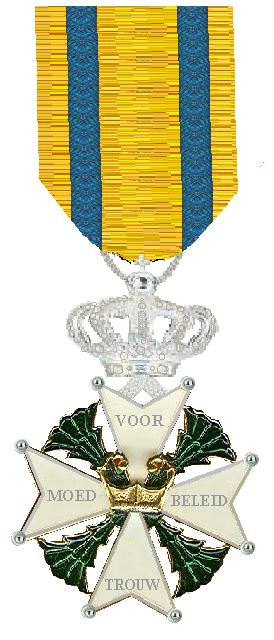
MWO.4

- Ridder in de Militaire Willems-Orde (MWO.4), 23 augustus 1947
- Bronzen Kruis; omdat deze tweemaal - op 16 augustus 1940 voor de ontsnapping van de Hr. Ms. O 21 op 13 mei 1940, en op 4 mei 1944 voor zijn gevechten in zowel de Middellandse Zee als in Oost-Azië - aan hem werd toegekend droeg hij het getal "2" op het lint.
- Officier in de Orde van Oranje-Nassau met de Zwaarden
- Drager van het Oorlogsherinneringskruis met vier gespen
- Drager van het Ereteken voor Orde en Vrede
- Drager van het Onderscheidingsteken voor Langdurige Dienst als officier met het getal XXXV
- Honorary Companion in de Distinguished Service Order van het Verenigd Koninkrijk, uitgereikt op Gibraltar door admiraal Sir Max Horton. Hij kreeg deze hoge Britse onderscheiding voor de tweede maal voor het tot zinken brengen van een vijandelijke onderzeeboot bij Italië, zodat hij een 'bar' op het lint mocht dragen.

## Publicaties
- Jan van Dulm schreef het boek Onder de bloedvlag van Hr. Ms. O 21 (1947); Van Dulm draagt zijn boek op aan de bemanningen van de zeven Nederlandse onderzeeërs die niet terugkeerden.